# Mangaran (Ajung)
Mangaran is een bestuurslaag in het regentschap Jember van de provincie Oost-Java, Indonesië. Mangaran telt 11.914 inwoners (volkstelling 2010).